# Годен, Жан-Батист
Жан-Бати́ст Андре́ Годе́н (фр. Jean-Baptiste André Godin; 26 января 1817 года, Эскеэри — 15 января 1888 года, Гиз) — французский фабрикант и филантроп; деятель в области социальных реформ, создатель фамилистеров в Гизе и Лакене.

## Биография
Начал свою карьеру простым рабочим и достиг положения крупного фабриканта и горнозаводчика во Франции и Бельгии; в 1875 году был избран во французскую палату депутатов.
Находясь под влиянием идей Шарля Фурье, в 1862 году основал в Гизе, в департаменте Эны, фамилистер — ассоциацию труда и капитала, основанную на принципах предоставления рабочим дивиденда и взаимного страхования; ассоциация насчитывала несколько тысяч рабочих; годичный оборот был от 12 до 15 млн франков.
По смерти Годена в управление фамилистером вступила его вдова, посвящённая в его взгляды.

## Труды
- «Réforme générale des impôts, comprenant l’abolition de l’impôt du sel, des octrois et des cotisations personnelles dans les campagnes» (Люттих, 1849);
- «Du crédit public et des valeurs mobilières, du travail matériel, du luxe et du respect de la propriété dans leurs rapports avec la paix et la civilisation, suivi de réflexions sur le projet de transformer en rentes les immeubles des hospices et sur l’extinction du paupérisme» (П., 1858);
- «Solution sociale» (П., 1871);
- «Les socialistes et les droits du travail» (П., 1874); «La politique du travail et la politique des priviléges» (1875);
- «Mutualité sociale et association du capital et du travail, ou extinction du paupérisme par la consécration du droit naturel des faibles au nécessaire et du droit des travailleurs à participer aux bénéfices de la production» (П., 1880; 2 изд. этой книги под заглавием: «Mutualité sociale etc., contenant les modifications apportées aux statuts depuis la fondation de l’Association du familistère de Guise», Гиз, 1891);
- «Mutualité nationale contre la misère; pétition et proposition de loi à la Chambre de députés» (1883).

### Программа Годена
- Вдова Годена издала его посмертный труд «La république du travail et la réforme parlementaire» (Гиз, 1889), в котором Годен проектирует государство без налогов, без долгов, обеспечивающее каждому гражданину существование, достойное человека. Всего этого автор считает возможным достигнуть путём экспроприации крупной и средней поземельной собственности. Средством для экспроприации является установление налога с наследств от 100 000 до 5 млн франков, в размере 30-50 %; небольшие же наследства облагаются лишь незначительным налогом. На государство, которое монополизирует в свою пользу железные дороги, почту и телеграф, возлагается мирное разрешение социального вопроса и, между прочим, регулирование поземельной ренты и установление равновесия между производством и потреблением. Экспроприация богатств совершается, по программе Годена, постепенно, и в этой постепенности заключается почти единственное различие между проектом Годена и национализацией поземельной собственности, выставленной Генри Джорджем.